# Сола, де

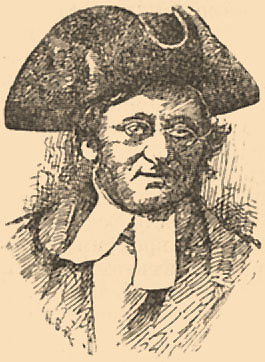
Давид де Аарон де Сола

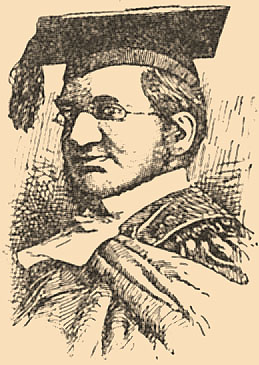
Авраам де Сола

Де Со́ла — сефардский род.

## История рода
Согласно существовавшей в семье Сола традиции, первые представители этой семьи жили в Толедо и Наварре в VIII и IX веках. Особого положения она достигла в Наварре, где один из ее членов, Барух бен-Исаак ибн-Дауд (дон Бартоломе), играл крупную роль. Из Наварры Сола переселились в Андалусию, a затем представители этой семьи появились в Кордове (X век). Иные Сола жили и в Севилье; в Лусене некоторые Сола породнились с Ибн-Гайатами (или Ибн-Гиат). Особенно сильно поднялось значение Сола на юге Испании при Альморавидах, всячески поддерживавших их и назначавших некоторых членов этой семьи на ответственные и важные государственные посты. С переходом юга Испании в руки Альмохадов Сола снова переселились на север и во второй половине XII века начали играть важную роль в Туделе, Наварре, a также в Кастилии и Арагоне. Тогда, по-видимому, они и взяли фамилию Сола, называя себя до этого времени лишь еврейскими именами. Название рода происходит от названия имения, которым Сола владели в Северной Испании. В XII и XIV веках Сола дали ряд блестящих деятелей в Арагоне и Кастилии, но начавшиеся в конце XIV века гонения на евреев в христианской Испании принудили их переселиться в мусульманскую Гранаду. Здесь они оставались до окончательного изгнания евреев из Испании, отличаясь на многих поприщах.
После изгнании евреев из Испании Сола рассеялись по различным странам. Два брата, Исаак и Барух, бежали в Португалию, но, когда и там начались гонения на евреев, они вынуждены были оставить Португалию. Прямые потомки Исаака Сола проживали в XVII веке в Голландии. Здесь в течение нескольких поколений Сола были известны как богатые и влиятельные купцы. Барух Сола спасся от преследований переходом в христианство. Марраны Сола вели обширную торговлю, в особенности с Ост-Индией. Впрочем, дети Баруха Сола переселились в Голландию и приняли опять иудаизм.
Коммерческие дела заставляли, однако, многих членов Сола тайно приезжать в Лиссабон и в португальские колонии, несмотря на опасность очутиться в тисках инквизиции. В начале XVIII века Давид Сола, глава старшей ветви Сола., под чужим именем, вместе с семьёй отправился в Лиссабон. Инквизиция арестовала их и подвергла пытке. Два младших его сына были сожжены на аутодафе, a старшему сыну, Аарону, удалось в 1749 году бежать из Португалии вместе с женой и семейством и поселиться снова в Голландии. Здесь они открыто стали исповедовать еврейскую религию. Внуки Аарона Сола оставили Голландию и стали селиться в Англии, Канаде, Соединённых Штатах и Вест-Индии.

## Известные представители рода де Сола
Аарон бен-Шалом ибн-Дауд — врач в Кордове, читавший лекции в Медицинской коллегии, учрежденной Аль-Хакамом II.
Гaй бен-Михаил (XI век) — жил в Лусене, где был известен в качестве философа и теолога. Близкий друг Альфаси, породнившийся с Ибн-Гайатами; автор некоторых работ по Талмуду и философии, a также комментария к Мегиллоту.
Генох (Энох) бен-Гай (умер в Туделе) — сын предыдущего, автор труда по астрономии. Жил в Туделе, где был даяном.
Исаак бен-Элия ибн-Дауд де Сола (умер 1216) — внук предыдущего, раввин и глава еврейской общины Наварры. Комментатор, поэт и переводчик на еврейский язык арабских стихотворений.
Аарон Энрике де Сола (умер 1280, Саламанка) — автор учёных трудов по математике и астрономии. Кастильский король Альфонс Мудрый пригласил его к своему двору в Толедо.
Дон Барух (Бартоломе) де Сола — отличился на поле брани под руководством инфанта, будущего арагонского короля Альфонса IV. Участвовал в войнах: 1320—22 годов и 1325—30 годов и был возведен королём в рыцарское достоинство.
Соломон де Сола (XIV век) — известный сарагосский раввин, авторитет в религиозных вопросах.
Элиа Сола (1420, Γранада — ?) — раввин, написал несколько работ ο еврейской грамматике.
Исаак де Сола (1459, Гранаде — ?) — сын предыдущего, принимал деятельное участие в защите Гранады против войск Фердинанда и Изабеллы, бежал в 1492 году. в Португалию. Его потомки переселились в Голландию.
Давид де Сола (около 1670 — ?) — жил в Голландии, вёл обширную торговлю. Он часто бывал в Португалии, где жил под именем Бартоломе, выдавая себя за марана. Был арестован за принадлежность к иудаизму, подвергся пыткам, но потом был освобождён.
Аарон де Сола (конец XVII века — ?) — сын предыдущего. Так как два его брата были сожжены на аутодафе за приверженность к иудаизму, он в 1749 году бежал из Лиссабона на английском корабле. В Англии он стал открыто исповедовать иудаизм, затем переселился в Голландию.
Авраам де Сола (1737 или 1739) — ?), сын предыдущего. Принимал деятельное участие в делах амстердамской еврейской общины.
Давид де Сола (1727, Лиссабоне — 1797, Амстердам) — сын Аарона де Сола. Бежал от из Португалии от инквизиции в 1749 году. Автор ряда небольших религиозных трактатов и очерков, a также тома стихов.
Аарон де Сола (1770—1821) — сын предыдущего. Знаток Талмуда и автор хронологического исследования.
Давид де Аарон де Сола (1796, Амстердам — 1860, Лондон) — сын предыдущего. Раввин и писатель.
Авраам де Сола (1825, Лондон — 1882, Нью-Йорк) — сын предыдущего. Профессор и религиозный деятель в Монреале, Канада.
Самуил де Сола (1839, Лондон — 1866) — брат предыдущего. В 1863 году был избран раввином общины Bevis Marks. Автор многих синагогальных и светских мелодий, получивших большое распространение среди английских евреев.
Аарон Давид Мелдола де Сола (1853, Монреаль — ?) — сын Авраама де Сола. Преподаватель Монреальского университета, активист еврейских организаций Канады и США.
Кларенс Исаак де Сола (1858, Монреаль — ?) — брат предыдущего. С 1899 года он состоял председателем федерации сионистских организаций Канады и с четвёртого Лондонского конгресса (1900) избирался в члены Actions-Comité.
Хуан (Исаак) де Сола (около 1795, Кюрасао, Вест-Индия — 1860) — деятель венесуэльского антиколониального движения, генерал.
Исаак де Сола (1675, Голландия — 1734, Лондон) — брат Давида. С 1695 по 1700 год состоял проповедником в Лондоне. Автор «Sermones fechos sobre diferentes asumptos» (1704, Амстердам), «Preguntas con sus respuestos» (там же, 1704). Кроме того, им было опубликовано на английском языке: «Expozitions of the Psalms».